# Friedrich Brunstäd
Hermann Friedrich Theodor Brunstäd, auch Friedrich Brunstädt (* 22. Juli 1883 in Hannover; † 2. November 1944 in Willershagen) war ein deutscher evangelischer Theologe und Philosoph.

## Leben

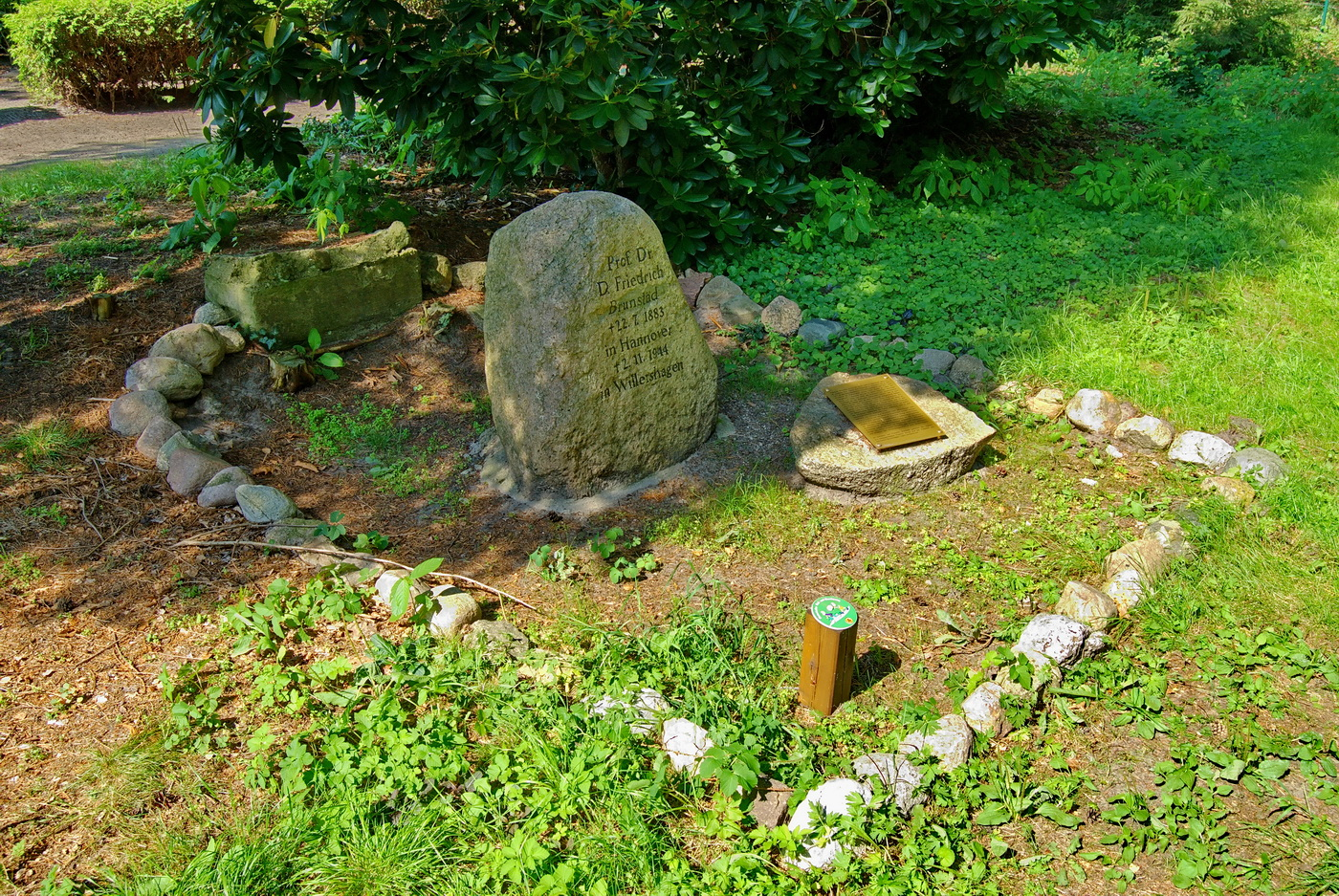
Gedenkstein auf dem Friedhof von Gelbensande

Friedrich Brunstäd wurde als Sohn eines Möbelfabrikanten geboren. Er studierte von 1901 bis 1902 in Heidelberg. Darauf studierte er bis zum Jahre 1909 in Berlin Philosophie, Geschichte, neuere Sprachen, Staatswissenschaften und Evangelische Theologie. Im selben Jahr promovierte Friedrich Brunstäd, wurde 1911 Privatdozent und sieben Jahre später wurde er Professor der Philosophie in Erlangen. 1925 wurde er als Professor der Systematischen Theologie nach Rostock berufen. Im Jahre 1930 war Friedrich Brunstäd der 882. Rektor der Universität Rostock.
Neben seinem Amt in Rostock war er Gründer und von 1922 bis 1934 Leiter der Evangelisch-Sozialen Schule, einer Einrichtung der Erwachsenenbildung im Evangelischen Johannesstift in Berlin-Spandau. Bis zu dessen Verbot 1934 war er Präsident des auf das Wirken Adolf Stoeckers zurückgehenden Kirchlich-Sozialen Bundes.
Brunstäd war ein eigenständiger Vertreter der Lutherrenaissance; seine wichtigsten Beiträge dazu waren die Entwicklung einer Religionsphilosophie, die Luther mit Hegel und Kant verband, sowie eine Kulturtheologie, die von der Gemeinschaft freier Gewissen in Gott als Grund und Ziel der Kultur, ausging. Politisch engagierte sich Brunstäd bis 1929 für die DNVP. Im Kirchenkampf unterstützte er die Bekennende Kirche und nahm 1935 an der Bekenntnissynode in Mecklenburg teil. Nach der Zerstörung seines Hauses in Rostock durch einen alliierten Bombenangriff zog er sich nach Gelbensande zurück, wo er nach langer Krankheit im Alter von 61 Jahren starb.
Nachfolger Brunstäds an der Universität Rostock wurde Martin Doerne.

## Bekannte Schüler
- Eugen Gerstenmaier
- Wilhelm Claussen
- Walter Künneth
- Carl Heinz Ratschow[3]
- Carl Gunther Schweitzer[4]
- Heinz-Dietrich Wendland[5]

## Werke
- Die Staatsideen der politischen Parteien. 1920
- Die Idee der Religion. Prinzipien der Religionsphilosophie. 1922
- Deutschland und der Sozialismus. (Nationale Bücherei, Bd. 5). Otto Elsner Verlagsgesellschaft, Berlin 1924.
- Eigengesetzlichkeit des Wirtschaftslebens. 1925
- Die Kirche und ihr Recht. 1935
- Adolf Stoecker. Wille und Schicksal. Wichern-Verlag, Berlin 1935
- Theologie der lutherischen Bekenntnisschriften. 1951